# 5. listopada
5. listopada (5. 10.) 278. je dan godine po gregorijanskom kalendaru (279. u prijestupnoj godini).
Do kraja godine ima još 87 dana.

## Događaji
- 1885. – Saborski vritnjak: pravaški zastupnik Josip Gržanić udario bana Khuenu Héderváryju nogom u stražnjicu, revoltiran nezakonitim odvozom Komornih spisa iz zagrebačkog Hrvatskog arhiva u Budimpeštu.
- 1908. – Austro-Ugarska je anektirala Bosnu i Hercegovinu.
- 1908. – Bugarska proglasila neovisnost od osmanskog carstva.
- 1915. – Za I. svjetskog rata britanske i francuske trupe iskrcale su se u Salonikiji, povrijedivši grčku neutralnost.
- 1921. – Riccardo Zanella je napokon postao predsjednik Slobodne Države Rijeke.

- 1930. – U Ateni je počeo prvi Balkanski kongres koji je trebao pridonijeti gospodarskoj suradnji balkanskih naroda i rješavanju pitanja manjina.
- 1937. – Američki predsjednik Franklin D. Roosevelt objavio je kako će SAD napustiti izolacionističku politiku kako bi se suprotstavile ekspanziji "agresivnih" država.
- 1964. – 57 gradana Istočnog Berlina pobjeglo je kroz tunel u Zapadni Berlin.
- 1975. – Američko istražno povjerenstvo ustvrdilo je da je američka tajna služba CIA 60-ih godina nekoliko puta pokušala ubiti kubanskog predsjednika Fidela Castra.
- 1988. – Brazil dobiva demokratski Ustav.
- 1945. – Korenica postaje Titova Korenica
- 1991. – Utemeljena 127. brigada HV-a – Virovitica i 139. brigada HV-a – Slavonski Brod.
- 1991. – Osnovan Hrvatski auto i moto športski savez.[1]
- 1992. – ustrojena 5. gardijska brigada HV "Slavonski sokolovi", Vinkovci
- 2000. – Masovne demonstracije u Beogradu
- 2011. – donesen je Zakon o Uredu za suzbijanje korupcije i organiziranog kriminaliteta čime je ustrojena posebna jedinica (USKOK) pri DORH-u[2]

| - 1713. – Denis Diderot, francuski filozof († 1785.) - 1829. – Chester A. Arthur, američki političar i predsjednik († 1886.) - 1887. – Max Ackermann, njemački slikar († 1975.) - 1898. – Ervin Šinko, hrvatski književnik († 1967.) - 1936. – Václav Havel, češki književnik i političar - 1940. – Milena Dravić, srpska glumica († 2018.) - 1950. – Božo Bakota, hrvatski nogometaš († 2015.) - 1958. – Neil deGrasse Tyson, američki astrofizičar, pisac i popularizator znanosti - 1975. – Kate Winslet, engleska glumica - 1983. – Mindaugas Nikoličius, litavski nogometni sportski direktor - 1989. – Travis Kelce, američki igrač američkog nogometa | - 1056. – Henrik III., car Svetog Rimskog Carstva (* 1017.) - 1880. – Jacques Offenbach, njemački skladatelj (* 1819.) - 1925. – Anna Schäffer, njemačka svetica (* 1882.) - 1938. – Sveta Faustina Kowalska, poljska katolička svetica (* 1905.) - 1981. – Anđelko Marušić, hrvatski nogometaš - 1991. – Milan Milišić, dubrovački književnik i prevoditelj (* 1941.) - 2006. – Miroslav Brozović, hrvatski nogometaš (* 1926.) - 2011. – Steve Jobs, izvršni direktor i dizajner tvrtke Apple Inc. (* 1955.) - 2015. – Tomris İncer, turska glumica (* 1948.) |

## Blagdani i spomendani
- Svjetski dan učitelja